# 中銓
中銓（1892年—1939年），愛新覺羅氏，清朝宗室，末代睿親王。
民國四年，因父宗室魁斌去世，依照民國與清王國簽訂《清室优待条件》中“清王公世爵概仍其旧”，袭睿亲王爵位。后因貪圖享樂，家族徹底敗落。后死於獄中。以律，其侄頤年（金寄水）繼嗣睿親王，但遭到頤年拒絕。